# 327 a.C.

## Eventos
- Alexandre, o Grande conquista o Rochedo Soguediano e inicia a invasão da Índia.
- Conquista de Neápolis pela República Romana,em Sâmnio, dá início à Segunda Guerra Samnita.
- Marco Cláudio Marcelo é nomeado ditador em Roma e escolhe Espúrio Postúmio Albino Caudino como seu mestre da cavalaria.
- Segundos consulados de Quinto Publílio Filão e Lúcio Cornélio Lêntulo em Roma.

## Nascimentos
- Héracles (filho de Alexandre)  (m. 309 a.C.).